# Mîklașiv, Pustomîtî
Mîklașiv (în ucraineană Миклашів) este localitatea de reședință a comunei Mîklașiv din raionul Pustomîtî, regiunea Liov, Ucraina.

## Demografie
Componența lingvistică a localității Mîklașiv
     Ucraineană (99,61%)
     Alte limbi (0,39%)
Conform recensământului din 2001, majoritatea populației localității Mîklașiv era vorbitoare de ucraineană (99,61%), existând în minoritate și vorbitori de alte limbi.